# Call of Duty: Vanguard
Call of Duty: Vanguard es un videojuego de disparos en primera persona desarrollado por Sledgehammer Games y distribuido por Activision. Es el decimoctavo título de la franquicia Call of Duty. Fue lanzado internacionalmente el 5 de noviembre de 2021 en PlayStation 4, PlayStation 5, Xbox One, Xbox Series X/S y Microsoft Windows. La campaña se desarrolla durante la Segunda Guerra Mundial y se centra en un equipo de fuerzas especiales compuesto por miembros de las Naciones Aliadas.

## Sinopsis

### Campaña
La narrativa unificada de la campaña para un solo jugador de Vanguard abarca cuatro líneas de frente diferentes de la Segunda Guerra Mundial, centrándose en la guerra del Pacífico, los frentes occidental y oriental y la campaña del norte de África. Según el equipo narrativo de Sledgehammer Games, la campaña para un jugador hará mucho hincapié en presentar al jugador desde múltiples puntos de vista "las historias no contadas de héroes multinacionales" que revelan el origen de las fuerzas especiales mientras luchan a través del caos de la guerra en batallas que cambian las mareas. Los personajes principales de la historia unificada están inspirados en personal del servicio militar del mundo real como la teniente Polina Petrova, basada en la francotiradora soviética Liudmila Pavlichenko, también conocida como "Lady Death". 
Los personajes principales de la campaña son soldados de naciones aliadas con diferentes antecedentes de servicio militar que forman la Fuerza de Tarea Uno durante los eventos de la historia: sargento paracaidista camerunés-británico Arthur Kingsley (Chiké Okonkwo) del 9.º Batallón de Paracaidistas del Ejército Británico y líder de la Fuerza de Tarea Uno, la francotiradora soviética Teniente Polina Petrova (Laura Bailey) de la 138.ª Divisiónde Rifles del Ejército Rojo, El piloto de combate estadounidense Teniente de 1.ª Clase Wade Jackson (Derek Phillips) del Escuadrón de Exploración 6 de la Armada de los Estados Unidos, y el soldado de infantería australiano Lucas Riggs (Martin Copping) del 20.º Batallón del Ejército Australiano. Apoyando a Task Force One está el sargento paracaidista británico Richard Webb (Simon Quarterman) que sirvió junto a Kingsley. El principal antagonista de la campaña es el alemán Hermann Wenzel Freisinger (Dan Donohue), interrogador jefe de las SS y la Gestapo y el cerebro del Proyecto Fénix. 

### Zombis
Der Anfang tiene lugar después de la activación del ciclotrón en Projekt Endstation por los nazis en 1944, lo que hace que varios artefactos de Dark Aether se activen, permitiendo que entidades poderosas lleguen al mundo real. Una de esas entidades, Kortifex el Inmortal, forma un vínculo simbiótico con el Oberführer Wolfram Von List, comandante de la unidad de las SS Die Wahrheit, y le otorga el poder de resucitar a los muertos. Task Force One responde a una transmisión de emergencia del profesor Gabriel Krafft, un demonólogo obligado a trabajar para Von List, y es reclutado en una nueva batalla contra Von List y el ejército de muertos vivientes de Kortifex. Krafft ayuda al grupo de trabajo a luchar contra los muertos vivientes, también suministrándoles artefactos de Éter Oscuro, que les permiten formar vínculos con otras cuatro entidades de Éter Oscuro: Saraxis la Sombra, Inviktor el Destructor, Norticus el Conquistador y Bellikar el Brujo, todos los cuales desean frustrar el plan de Kortifex.

## Jugabilidad

### Campaña
La historia principal del juego tiene lugar al final de la Segunda Guerra Mundial, justo cuando la Alemania nazi está a punto de perder la guerra.
Se presentó por primera vez al público el 25 de agosto de 2021, gracias a una nueva jugabilidad que nos sumerge en el corazón de la Batalla de Stalingrado, transmitida en el canal oficial de YouTube de la licencia.
Un segundo tráiler, lanzado el 11 de octubre de 2021, informa al jugador sobre lo que descubrirá cuando se lance el título. Aprendemos que se podrá jugar como 5 soldados de élite, reclutados dentro de una nueva unidad de fuerzas especiales llamada "Fuerza Operativa Uno".
Su misión es infiltrarse en sitios prioritarios, eliminar objetivos enemigos importantes y recopilar inteligencia militar vital para el Eje, especialmente en lo que respecta a proyectos secretos.
Los miembros del escuadrón son soldados cuyas diferentes acciones individuales ayudaron a cambiar el curso de la Segunda Guerra Mundial en cuatro frentes principales (Frente Oriental, Frente Occidental, Pacífico y África del Norte):
- Soldado Lucas Riggs en la campaña del norte de África
- Teniente Wade Jackson del Pacífico
- Teniente Polina Petrova, francotiradora que defendió su patria en el Frente Oriental,
- Sargento Arthur Kingsley del 9.º Batallón de Paracaidistas del Ejército Británico.

A través de la campaña de Vanguard, experimentarás los momentos que los convirtieron en héroes y aprenderás cómo se unieron para encabezar la Fuerza Operativa Uno. También conocerás el concepto de "Fuerzas Especiales" internacionales, y finalmente, lo que las pone cara a cara con el hombre que es la punta de lanza del Proyecto Fénix: el despiadado oficial nazi Hermann Wenzel Freisinger.

### Multijugador
El modo multijugador de Vanguard está programado para lanzarse con 20 mapas en total, 16 de los cuales se presentan para los modos de juego principales, mientras que los otros 4 son para un nuevo modo de juego titulado "Champion Hill", que se afirma que es la próxima iteración de Gunfight, un modo de arena 2v2 presentado anteriormente en Call of Duty: Modern Warfare y Call of Duty: Black Ops Cold War. El objetivo principal de Champion Hill es, ya sea que juegues Solos (1v1), Dúos (2v2) o Tríos (3v3), es sobrevivir todo el tiempo que sea necesario para ser el último hombre en pie en un combate a muerte basado en escuadrones, torneo de todos contra todos donde los jugadores combinan estrategia y tácticas en un juego de armas de ritmo rápido y a corta distancia. Los ocho escuadrones comparten un grupo de 12 vidas (o 18 en Tríos) entre compañeros de escuadrón uno por uno, mientras luchan simultáneamente entre sí a través de 4 mapas de etapas únicas diseñados específicamente para este modo de juego. Una vez que se gastan las vidas, el juego ha terminado y el último equipo con vidas restantes gana el torneo. Aunque cada jugador comienza con la misma carga y equipo, las rondas de compra "hacen que la preparación del combate sea más emocionante", ya que durante estas rondas, para adaptarse a diferentes estilos de juego, los jugadores pueden comprar armas más efectivas, equipo táctico letal y también ventajas con la moneda disponible en el juego adquirida a lo largo de los partidos. 
Por primera vez en la franquicia Call of Duty, se introduce una nueva característica en el emparejamiento multijugador de Vanguard, llamada "Combat Pacing", que permite al jugador tener más control sobre la intensidad y la densidad de los modos de juego multijugador principales. Los jugadores pueden elegir entre tres filtros de ritmo predefinidos (Táctico, Asalto y Blitz) que favorecen diferentes estilos de juego para adaptar de manera única la experiencia de juego multijugador. Estas preferencias también se pueden mezclar seleccionando la opción de ritmo "Todos" en el menú De reproducción rápida. El ritmo "táctico" ofrece una experiencia clásica de Call of Duty con el tiempo de combate tradicional en un lobby 6v6. El ritmo de "asalto", por otro lado, aumenta el lobby a 10v10 o 12v12 con un combate equilibrado y más lleno de acción en todos los mapas. Por último, el ritmo "Blitz" ofrece los vestíbulos de alta acción más intensos, de recuento de jugadores 24v24, con una experiencia de combate similar a la del modo Ground War de Modern Warfare. Todas las variaciones de ritmo de combate se pueden jugar en cada uno de los mapas multijugador de Vanguard. 
Además de que el sistema Gunsmith regresa en una forma más avanzada, el multijugador de Vanguard también contará con un llamado "sistema de calibre" que trae elementos inmersivos de entorno destructible y reactivo a sus mapas. Sin embargo, la mecánica de juego de "fuego ciego" recientemente introducida, que permite al jugador disparar a ciegas en las esquinas, también podrá en el modo multijugador. Además de introducir un sistema antitrampas mejorado y un nuevo mapa programado para ser lanzado en una fecha posterior, al igual que con Cold War, Vanguard se integrará con Call of Duty: Warzone, permitiendo a los jugadores progresar y usar armas, operadores y otros artículos cosméticos en ambos títulos, además de los elementos existentes de Modern Warfare y Cold War en Warzone. Además, al igual que las entregas principales anteriores de la franquicia Call of Duty desde 2019, el multijugador de Vanguard también será totalmente multiplataforma compatible con un soporte para juegos de generación cruzada con respecto a las consolas de videojuegos domésticas de octava y novena generación. 

### Zombis
El modo cooperativo Zombis regresa en Vanguard, desarrollado por Treyarch en colaboración con Sledgehammer Games. El modo se considera una expansión de la historia de Dark Aether, y actúa como un prólogo a la historia de Black Ops Cold War. En el lanzamiento, el juego presenta un nuevo modo de juego titulado "Der Anfang", que combina aspectos del juego tradicional basado en rondas con el juego basado en objetivos más reciente de Brote, ambos nuevos modos de juego introducidos en Cold War. Los elementos de juego de Cold War regresan en Vanguard, como Essence y Salvage como monedas, y las mejoras de campo impulsadas por Dark Aether, además de los elementos clásicos del juego de Zombis como las ventajas, la máquina Pack-a-Punch y las armas maravillosas. Una nueva característica de juego, el Altar de los Pactos, otorga a los jugadores aficionados aleatorios en cada partida, lo que permite situaciones de combate únicas.

### Armería
| Fusiles de asalto             | Subfusiles                  | Escopetas           | Ametralladoras ligeras | Fusiles de precisión                   | Fusiles tácticos    | Pistolas                      | Lanzacohetes                   | Cuerpo a cuerpo                 | Armas especiales  |
| ----------------------------- | --------------------------- | ------------------- | ---------------------- | -------------------------------------- | ------------------- | ----------------------------- | ------------------------------ | ------------------------------- | ----------------- |
| STG 44                        | MP-40                       | Einhorn Rotativa    | MG 42                  | Tipo 99                                | M1 Garand           | RATT                          | Bazuca M1                      | Escudo de Combate               | Máquina de Guerra |
| Autómata                      | STEN                        | Escopeta de Combate | DP 27                  | Fusil de Tres Líneas                   | SVT-40              | Top Break                     | Panzerschreck                  | Cuchillo de Combate FS          | Máquina de Muerte |
| Itra de Ráfagas               | Subfusil Owen               | Gracey Automática   | Type 11                | KAR98K                                 | G-43                | 1911                          | Panzerfaust                    | Catana                          | Lanzallamas       |
| BAR                           | TYPE 100                    | Dos Cañones         | BREN                   | Fusil Antitanque Gorenko (Temporada 1) | M1916 (Temporada 3) | Klauser                       | Lanzador MK11                  | Dientes de Sierra (Temporada 1) |                   |
| AS44                          | PPSH-41                     |                     | Whitley (Temporada 2)  | Lee Enfield                            |                     | Pistola Ametralladora         |                                | Picahielos (Temporada 2)        |                   |
| NZ-41                         | Welgun (Temporada 1)        |                     | UGM-8 (Temporada 4)    |                                        |                     | Revólver Valois (Temporada 5) |                                | Martillo (Temporada 3)          |                   |
| Volkssturmgewehr              | Armaguerra 43 (Temporada 2) |                     |                        |                                        |                     |                               | Machacadora Skål (Temporada 3) |                                 |                   |
| Carabina Cooper (Temporada 1) | H4 Blixen (Temporada 3)     |                     |                        |                                        |                     |                               |                                | Daga de puño (Temporada 4)      |                   |
| KG M40 (Temporada 2)          | Marco 5 (Temporada 4)       |                     |                        |                                        |                     |                               |                                |                                 |                   |
| Nikita AVT (Temporada 3)      | AR 225 (Temporada 5)        |                     |                        |                                        |                     |                               |                                |                                 |                   |
| Vargo-S (Temporada 4)         |                             |                     |                        |                                        |                     |                               |                                |                                 |                   |
| EX1 (Temporada 5)             |                             |                     |                        |                                        |                     |                               |                                |                                 |                   |
| BP50 (Temporada 5)            |                             |                     |                        |                                        |                     |                               |                                |                                 |                   |
| Liena 57 (Temporada 5)        |                             |                     |                        |                                        |                     |                               |                                |                                 |                   |

## Desarrollo
La existencia de un nuevo Call of Duty ambientado en la Segunda Guerra Mundial fue reportado por el medio británico Eurogamer en marzo de 2021, revelando incluso que el nombre del juego incluía el subtítulo Vanguard. Meses más tarde, Activision confirmó un nuevo juego de la franquicia con un lanzamiento planeado para el último trimestre del año y que el desarrollo del mismo estaría a cargo de Sledgehammer Games. El nombre completo del juego fue revelado el 16 de agosto de 2021 junto con un anuncio en el que se informaba la realización de un evento especial en Call of Duty: Warzone. Finalmente el 20 de agosto, se produjo la presentación completa del juego en el modo "La batalla de Verdansk" con un tráiler de la campaña, la fecha de lanzamiento y las plataformas disponibles. Call of Duty: Vanguard utiliza una versión mejorada del motor gráfico usado en Call of Duty: Modern Warfare y en Warzone. Aaron Halon, director de Sledgehammer, destacó que compartir esta tecnología entre los juegos permite una integración fluida de las armas y ayuda al balance de los operadores. El clásico modo «Zombies» de la saga volverá a estar presente en el juego, el cual será desarrollado por Treyarch, y funcionará como un prólogo de la historia del "Aheter Oscuro" iniciada en el juego Black Ops Cold War. La jugabilidad del juego fue presentada en la Gamescom 2021.

## Recepción
Call of Duty: Vanguard recibió críticas "generalmente favorables" para las versiones de Playstation 5 y Xbox Series X, pero recibió críticas "mixtas o promedio" para la versión de Windows, según el agregador de reseñas Metacritic.
Simon Cardy de IGN otorgó al juego un 7 sobre 10, resumiendo su revisión diciendo: "La campaña altamente pulida de Call of Duty: Vanguard brinda una gran cantidad de diversión, incluso si su breve duración y falta de variedad lo llevan a no alcanzar el piezas clásicas del cine de guerra que está tratando de emular". Clement Goh de CG Magazine escribió que "Call of Duty: Vanguard cae en las trampas predecibles de un lanzamiento anual, pero sale adelante con una campaña divertida y multijugador a costa de Zombies más aburridos", lo que también le da al juego un 7 sobre 10.